# Mršeča vas
Mršeča vas je naselje u slovenskoj Općini Šentjerneju. Mršeča vas se nalazi u pokrajini Dolenjskoj i statističkoj regiji Donjoposavskoj regiji. 

## Stanovništvo
Prema popisu stanovništva iz 2002. godine naselje je imalo 36 stanovnika.